# Petrakerk (Hendrik-Ido-Ambacht)
De Petrakerk is een kerkgebouw van de Gereformeerde Gemeente aan de Kerkstraat 10 in het Zuid-Hollandse Hendrik-Ido-Ambacht.  

## Gebouw
De eerste Petrakerk op deze plaats is van 1936. Een nieuwe kerk werd gebouwd in 1974 en deze werd in 1994, 2019 en 2023 verbouwd en gerenoveerd. Hij is opgetrokken in gele baksteen. Het gebouw heeft 1500 vaste zitplaatsen en er is een mogelijkheid om 130 plaatsen te creëren in een zaal naast de kerkzaal. Het gebouw bevat ook enkele zalen om de verenigingen e.d. te kunnen huisvesten. De kerk heeft een opvallende gevel en een klokkentoren. 

## Geschiedenis
De gemeente van Hendrik-Ido-Ambacht is geïnstitueerd op 21 september 1931. De gemeente kwam eerst samen in een verbouwde schuur aan de Dorpsstraat. In 1936 werd een kerk gebouwd aan de Kerkweg. In 1974 werd op dezelfde plaats een grotere kerk gebouwd, het huidige kerkgebouw. Door sterke groei van de gemeente werd het gebouw in 1994 uitgebreid met ruim 400 zitplaatsen. Inmiddels (2023) heeft deze gemeente zo'n 2000 (doop)leden.
De Petrakerk is daarmee de grootste kerk in Hendrik-Ido-Ambacht, dat een achttal protestantse en één katholiek kerkgebouw telt.

## Kerkdiensten
De diensten staan in de bevindelijk Gereformeerde traditie, waarbij de verkondiging van het Woord centraal staat. De gemeente zingt de psalmen in de berijming uit 1773. Iedere zondag worden er twee kerkdiensten gehouden. 

## Voorgangers
Sinds 2016 is dominee M.H. Schot aan deze gemeente verbonden. In de geschiedenis van deze kerk hebben de volgende dominees de gemeente gediend:
- 1959-1963: ds. C. Wisse
- 1971-1980: ds. J.W. Verweij
- 1982-1985: ds. J.S. van der Net
- 1986-1994: ds. H. Paul
- 1994-2002: ds. W. Silfhout
- 2007-2016: ds. M. Joosse
- 2016-heden: ds. M.H. Schot

## Het orgel
De Petrakerk beschikt over een Vierdag-orgel dat sinds 1976 in het gebouw te vinden is. Het is enkele malen aangepast om de gemeentezang beter te kunnen begeleiden in de grote, uitdagende ruimte. In 2019 en 2020 heeft de laatste restauratie plaatsgevonden. Het orgel heeft 23 stemmen verdeeld over hoofdwerk, borstwerk en pedaal. 
Dispositie:
Hoofdwerk:
- Quintadeen 16
- Prestant 8
- Roerfluit 8
- Viola di Gamba 8
- Octaaf 4
- Spitsfluit 4
- Quint 2 2/3
- Octaaf 2
- Mixtuur IV
- Trompet 8 (horizontaal bevestigd aan de voorzijde van het orgel)

Borstwerk:
- Gedekt 8
- Roerfluit 4
- Nasard 2 2/3
- Prestant 2
- Nachthoorn 2
- Sesquialter II
- Scherp III
- Dulciaan 8

Pedaal:
- Subbas 16
- Prestant 8
- Octaaf 4
- Fagot 16
- Trompet 8

Werktuigelijke registers
- Koppeling Pedaal-Hoofdwerk
- Koppeling Pedaal-Borstwerk
- Koppeling Hoofdwerk-Borstwerk
- Tremulant Borstwerk